# Olivia Newton-John’s Greatest Hits
Az Olivia Newton-John's Greatest Hits Olivia Newton-John 1978-ban megjelent, első hivatalos Greatest Hits válogatása. Az album három, különféle összeállításban jelent meg.

## Az album ismertetése
1978 elején, nem sokkal a Grease bemutatója előtt került kiadásra Olivia Newton-John első hivatalos válogatáslemeze. Ezt megelőzően is már jelentek meg különféle kiadásokban válogatáslemezei, pld. a First Impressions vagy a Japánban kiadott Crystal Lady. A lemez Olivia 1971 óta tartó folk és country korszakának lezárása is volt egyben. A következő Totally Hot album már erős elmozdulás a popzene fővonala felé. Első kiadásakor háromféle, UK, USA és ausztrál változatban jelent meg, az adott piac népszerűsége szerint válogatva a számokat. Az angliai kiadásban több számot válogattak a legelső két albumból, az amerikai kiadásban inkább az 1973 utáni dalokra helyezték a hangsúlyt. Az ausztrál kiadás azonos borítóval de Greatest Hits Vol.2 címmel jelent meg. Az albumot 1994 körül Ausztráliában remastered CD lemez formájában is kiadták. Mind a hanglemez mind a CD változat ritkaságnak számít, de zeneszámai más albumokból fellelhetőek.

## Az album dalai

### Európai LP kiadás
- Changes
- If Not For You
- Let Me Be There
- If You Love Me Let Me Know
- I Honestly Love You
- Have You Never Been Mellow
- Please Mr Please
- Take Me Home Country Roads
- Let It Shine
- Banks of the Ohio
- Don't Stop Believin'
- Sam

### USA LP majd CD kiadás
- If Not For You
- Changes
- Let Me Be There
- If You Love Me Let Me Know
- I Honestly Love You
- Have You Never Been Mellow
- Please Mr Please
- Something Better To Do
- Let It Shine
- Come On Over
- Don't Stop Believin'
- Sam

### Ausztrál kiadás
- Changes
- Every Face Tells A Story
- Let It Shine
- Come On Over
- Love Song
- Have You Never Been Mellow
- Don't Cry For Me Argentina
- Please Mr Please
- Something Better To Do
- Jolene
- The Air That I Breathe
- Don't Stop Believin'
- Making A Good Thing Better
- Sam

### USA Deluxe Edition (2022) kiadás
- If Not For You
- Banks of the Ohio
- Love Song
- Take Me Home, Country Roads
- Chenges
- Let Me Be There
- If You Love Me (Let Me Know)
- I Honestly Love You
- Have You Never Been Mellow
- Please Mr. Please
- The Air That I Breathe
- Something Better To Do
- Let It Shine
- Every Face Tells A Story
- Jolene
- Come On Over
- Don't Stop Believin'
- Sam
- Don't Cry For Me Argentina
- Makiing A Good Thing Better

## Kiadások
- UK LP: EMI Records EMA-785
- USA LP: MCA MCA 3028
- Taiwan LP: MCA 3028/AKS 1128
- Ausztrál LP: Interfusion L-36449
- USA CD: MCA MCAD-5226
- Korea CD: KCTA CTAT3008
- Japán CD: EMI CP35-3115
- Ausztrál remastered CD: Festival D36449
- USA Deluxe Edition (2022) CD: Primary Wave Music ONJ9030
- USA Deluxe Edition (2022) LP: Primary Wave Music ONJ9031

## Helyezések
- UK: 19
- Billboard nagylemezlista: 13
- Ausztrália: 18 (kétszeres platinalemez)
- USA Country albumok: 7